# Tobe, Ehime
Tobe (japanska: 砥部町?, Tobe-chō) är en landskommun (köping) i Ehime prefektur i Japan. Den ligger strax söder om residensstaden Matsuyama.